# Arash
Arash oder Arasch (anhörenⓘ; von persisch آرش / Āraš [ɑˈɾæʃ]; auch Aresh oder Arish) ist ein persischer männlicher Vorname mit Wurzeln in der iranischen Mythologie. Die avestische Urform des Namens hat die Bedeutung „glänzend, leuchtend, strahlend“.

## Bekannte Namensträger
- Arasch, Bogenschütze in der iranischen Volkssage und Mythologie
- Arash (Musiker) (Alex Ārash Labāf; * 1978), iranisch-schwedischer Sänger
- Arash Borhani (* 1983), iranischer Fußballspieler
- Arash Ferdowsi (* 1985), US-amerikanischer Unternehmer
- Arash Hejazi (* 1971), iranischer Schriftsteller, Arzt und Übersetzer
- Ārash Miresmāeli (* 1981), iranischer Judosportfunktionär und ehemaliger Weltmeister im Halbschwergewicht
- Arash T. Riahi (* 1972), iranisch-österreichischer Filmregisseur

## Geografische Objekte
- Arash (Ngorongoro), Bezirk (Ward) im Distrikt Ngorongoro der Region Arusha, Tansania